# The Fallen Years
The Fallen Years es un recopilatorio sacado en el año 2002 de Lacrimas Profundere de sus dos primeros discos. 
Solo fue distribuido en México.

## Curiosidades
- Lacrimas Profundere decidió sacar el recopilatorio en México debido al buen recibimiento de los fanes mexicanos y aparte los pasados dos primeros discos ya casi eran imposibles de conseguir.

## Lista de canciones
Disc I
1. Snow
2. Perfume Of Withered Roses
3. Amorous
4. Eternal Sleep
5. Autumn Morning
6. Embracing Wings

Disc II
1. A Fairy's Breath
2. Priamus
3. Lilienmeer
4. The Gesture Of The Gist
5. An Orchid For My Withering Garden
6. Enchanted And In Silent Beauty
7. The Meadows Of Light

- Datos: Q6144427